# Municipio de Numedal
El municipio de Numedal (en inglés: Numedal Township) es un municipio ubicado en el condado de Pennington en el estado estadounidense de Minnesota. En el año 2010 tenía una población de 90 habitantes y una densidad poblacional de 1,25 personas por km².

## Geografía
El municipio de Numedal se encuentra ubicado en las coordenadas 48°8′30″N 96°26′6″O / 48.14167, -96.43500. Según la Oficina del Censo de los Estados Unidos, el municipio tiene una superficie total de 72.06 km², de la cual 72,06 km² corresponden a tierra firme y (0 %) 0 km² es agua.

## Demografía
Según el censo de 2010, había 90 personas residiendo en el municipio de Numedal. La densidad de población era de 1,25 hab./km². De los 90 habitantes, el municipio de Numedal estaba compuesto por el 94,44 % blancos, el 1,11 % eran afroamericanos, el 1,11 % eran asiáticos y el 3,33 % eran de una mezcla de razas. Del total de la población el 0 % eran hispanos o latinos de cualquier raza.